# 穹览寺
穹览寺，位于河北省承德市双滦区滦河镇滦河村，是一座藏传佛教格鲁派寺院。

## 历史
穹览寺位于承德市双滦区滦河镇，喀喇河屯行宫遗址东南方向约0.5公里处。《钦定热河志》载， “穹览寺，在喀喇河屯行宫东南里许，南向。康熙四十三年圣祖驻跸喀喇河屯，随侍人员恭建此寺，以祝万寿。门额曰：敕建穹览寺。门内左右为钟鼓楼，中植碑一，恭镌圣祖御制碑文；内为正殿，前楹恭悬御书寺额，殿内题额曰：清音贝叶。又御书额曰：性澄觉海。东西为配殿，又内为后殿，御题额曰：天半香林。东西有配殿。寺基为坡陀小阜门，俯滦河如练如带，隔岸诸山，螺髻涌现，有俯视层霄之□云。”（“□”为不详之字）
喀喇河屯行宫建立后，滦河成为清朝在塞外的政治活动中心之一。为“笼络王公，怀柔远人”，康熙四十二年（1703年）康熙帝在喀喇河屯行宫过五十岁生日时，随侍官员为祝寿而兴建了穹览寺。该寺于1704年在喀喇河屯行宫东南方向的岗阜上建成，建筑面积大约3700平方米，采用伽蓝七堂布局。康熙帝御赐寺名“穹览寺”，“穹览”一名取南朝文学家沈约的诗“骧首览层穹”，康熙帝还御笔题写了“敕建穹览寺”匾额。穹览寺建于外八庙以前，是承德的早期寺庙之一，也是清朝塞外重要的宗教活动中心。
康熙帝曾为该寺题写《御制穹览寺碑记》。当时避暑山庄已开始修建，《御制穹览寺碑记》是《避暑山庄记》一文的初稿。该碑现藏避暑山庄博物馆。《御制穹览寺碑记》全文如下：

喀喇河屯者，蒙古名色，释之即乌塔也。乃古兴州之所辖，因世久事殊，前朝未及设官分职，《皇舆》等书编察难考。
朕避暑出塞，因土肥水甘，泉清峰秀，故驻跸于此，未尝不饮食倍加，精神爽健。所以鸠工此地，建离宫数十间，茅茨土阶，不彩不画，但取其容坐避暑之计也。日理万机，未尝少辍，与宫中无异。万几偶暇，即穷经史、性理诸书，临池挥翰。膳后即校射观德，以示安不忘危之念，此其大略也。
因有离宫，随侍人员共祝万寿而建寺，不日即成。又求匾额，以垂永久，朕赐书云：“穹览”，取沈约：“骧首览层穹”之意。在行宫之巽位，寺势虽微，莲社梵音，铃铎经声，巨细皆备。内有三大士相、仙衣飘扬、瑞园涵影，以空寂为本，慈悲为教，涉引四生，津梁三界。清钟夜闻，远近罔弗皈依，月殿朗辉，中外靡不瞻仰。清钟夜闻，远近罔费皈依；月殿郎辉，中外靡不瞻仰。况有倚层岸，左带大河，口外诸藩，来往进贡，皆由经过。三庚无暑，六月生风，地脉宜谷，气清少病，诚为佳景。前朝以戍边不暇，何得驻跸？
今四海为一，八表同风。自京北至万里，如家人父子，岂有他术哉，以诚而已。今臣下归福于朕，朕曰“天下皆福，朕之福也，先忧后乐，朕之职也。所愿者，年丰岁稔，烟尘永息，馀之念兹在兹之意足矣！无以妄求，佛有所知，自有保护。

康熙四十三年岁次甲申秋八月中秋日
穹览寺建成后，康熙帝写下一首诗《穹览寺偶成》：
寒外钟声久不闻，梵音列刹共氤氲。雨花柏树同僧老，开也瞿昙永法云。
乾隆帝也写了一首赞颂穹览寺的诗：
招提铃铎干风吹，罨画山川入望奇。徒倚试思廿平事，苔封碑纪字康熙。
穹览寺直到1940年代末一直有僧人管理，最后四位僧人释大吉、释大祥、释大如、释大意直至1948年才离开该寺。后来这四位僧人圆寂后，葬在滦河对岸滦阳别墅的山脚下。中华人民共和国成立后，该寺佛像被请出，寺院被改作他用。
双滦区境域原来属滦平县，1958年之后划归承德市，1985年设立双滦区。此后，穹览寺以主殿作为分界点被一分为二：北院归属滦平县西地粮食部门管理，南院归双滦区滦河粮食部门管理，作为办公用房及仓库使用。南北双方又将穹览寺院落对外出租。本来按照《承德市总体规划（2008—2020）》规定，穹览寺“以门殿中心为基点，向东19米，向西17米，向南40米，向北70米”作为保护范围。但直到2009年，该保护范围尚未得到落实。2009年时，北院正被出租为铝合金加工厂，并有人居住；南院则被出租为废品收购点，也有人居住，各种废品堆积如山。承德民间文保人士得知穹览寺变成废品收购站后，在承德的网上论坛中披露了该消息，引起中共承德市委书记杨汭的重视，杨汭批示文保部门对穹览寺做好保护。文保部门遂会同滦平消防大队到现场查看，下发了隐患整改通知书，并当即责令废品收购站将院内废品分批处理，将废品收购站迁出穹览寺。滦平文保所在2009年春节前对穹览寺进行调查，并制订了修复方案，上报河北省文物局等待批复。
穹览寺的寺庙音乐是康熙帝在穹览寺建成后指定多位皇家乐师为穹览寺谱写。康熙帝在《御制穹览寺碑记》中写道：“莲社梵音，铃铎惊声”。1986年，英国皇家音乐学院一行人来到滦河镇搜集皇家寺庙音乐，滦河镇当时已近八十岁的老人倪永全早年曾在穹览寺和寺内僧人共同演奏寺庙音乐，并且留有穹览寺原有的十多首乐谱，但乐谱是工尺谱，英国人不能看懂，便请滦河镇1960年代自大连音乐学院函授毕业的陈振刚将工尺谱译为简谱。英国皇家音乐学院又请倪永全及其弟弟郭小明（承德钢铁厂的音乐爱好者）一起到承德市文化局，在文化馆演奏并录音，英国人将十多首乐曲全部录音之后，将录音带以及穹览寺的工尺谱、陈振刚译的简谱全部带走。后来倪永全、陈振刚去世后，无人再能演奏这种寺庙音乐。
过去穹览寺坐落在双滦区、滦平县境内，但因双滦区当时没有文保所，滦平县文保所便向河北省文物局申报穹览寺为河北省文物保护单位。2001年2月7日，穹览寺被公布为河北省文物保护单位，类型为古建筑，历史年代为清代。
2006年秋，穹览寺局部塌落，有倒塌的危险，滦平县文管所向上级申请紧急维修资金，并且资助抢险维修资金10万元人民币，于2007年5月对穹览寺部分建筑进行了维修。原来穹览寺属于双滦区和滦平县共同管辖，西地满族乡归属双滦区之后，穹览寺的保护与管理权也已全部划归双滦区，实行统一管理。2010年夏季起，双滦区文化旅游局对穹览寺进行了抢救性修复，到2010年底，钟楼及主殿的抱厦已经修复完工。此次穹览寺需要修复的地方很多，但因寺内尚有人员居住，涉及拆迁、迁户口、安置等问题，而且河北省文物局下拨的修复款项尚未完全到位，所以2010年底，修复工程暂停。

## 建筑
穹览寺占地面积约9亩。为汉式寺庙传统布局，坐北朝南，沿中轴线自南向北原来依次是照壁、门殿、主殿、后殿。现存主殿、钟楼、后殿、石碑等等。各殿的戗檐用砖砌筑。
- 照壁：门殿前方正南40米处原来有一座长约20米的红色照壁，门殿和照壁之间是一宽阔的广场，过去在该广场上举办宗教活动。原有的照壁已在文化大革命时期被毁。[2][1]
- 门殿：门殿等级较高，饰吻兽大式布瓦，前面正中央为劵门，砖雕拱劵上刻有卷草纹，劵门上方镶嵌着石制横匾一块，刻有康熙帝御笔“敕建穹览寺”五个大字，该石匾现存承德避暑山庄博物馆。原有的门殿已无存。[2]
- 主殿：位于门殿正北。面阔三间，进深两间，硬山灰瓦顶，前面带有卷棚抱厦，正脊前后两面浮雕大势莲花长纹饰，前檐下方悬有康熙帝御笔“穹览寺”匾额，殿内题额“清音贝叶”，乾隆帝御书匾额“性澄觉海”，现存滦平县博物馆。主殿内供奉着狮、象、犼三大士（观音菩萨、文殊菩萨、普贤菩萨）像，现已无存。[2]
  - 钟楼、鼓楼：位于门殿与主殿之间的东、西两侧。鼓楼已毁，西侧的钟楼现存，平面为方形，重檐歇山布瓦顶，下层是四面砌石墙，面西的辟门安有板门二扇，上层四柱之间置有板壁。[2]
  - 东、西配房：位于主殿前的东、西两侧。均为三间。东为小和尚居室，西为厨房。原建筑现已无存。配房前面是钟楼、鼓楼。
  - 御制穹览寺碑：钟楼右侧内置一通石碑，高2米，宽1米，刻有《御制穹览寺碑记》。该碑现存避暑山庄博物馆。[2]
- 后殿：位于主殿正北。面宽三间共12米，进深两间共9米，前出廊，硬山布瓦顶，悬有御书“天半香林”木制匾额。殿内原来供奉三世佛，现已无存。[2]
  - 东、西配房：后殿两侧原来分别有东西配房。各为三间。原建筑现已无存。[2]
- 花园：该寺东北角原来有假山、花园。[2]